# 日光宇都宮道路
日光宇都宮道路（にっこううつのみやどうろ、英語: NIKKO-UTSUNOMIYA ROAD）は、栃木県宇都宮市の東北自動車道・宇都宮インターチェンジから、栃木県日光市の清滝インターチェンジへ至る一般有料道路（自動車専用道路）である。略称は日光道（にっこうどう）。
高速道路ナンバリングによる路線番号は、「E81」が割り振られている。

## 概要
栃木県道路公社管轄の一般有料道路であり、宇都宮IC - 日光IC間は国道119号、日光IC - 清滝IC間は国道120号のそれぞれバイパスである。事後的に、日光宇都宮道路の路線名で地域高規格道路の計画路線に指定されている。
現時点では日光IC - 清滝IC間の1区間のみ暫定2車線であり、残りの区間はすべて4車線で開通している。また、本線とは別に宇都宮IC - 徳次郎IC間には一般道扱いの副道（国道119号別線の一部）が並行し、宇都宮ICから鹿沼市街・大谷方面の交通に利用される。
沿道緑化など景観・自然と調和したデザインが評価され、2002年に土木学会デザイン賞の最優秀賞を受賞している。

## 路線データ
- 起点 : 栃木県宇都宮市徳次郎町
- 終点 : 栃木県日光市清滝桜ヶ丘町
- 総延長 : 30.7 km

## 接続する高速道路
- E4 東北自動車道 （宇都宮ICで接続）

## インターチェンジなど
- 全区間栃木県内に所在。
- IC番号欄の背景色が■である部分については道路が供用済みの区間を示している。
- IC : インターチェンジ、PA : パーキングエリア、TB : 本線料金所

| IC番号                                           | 施設名    | 接続路線名                            | 宇都宮から (km) | 備考             | 所在地   |
| ------------------------------------------------ | --------- | ------------------------------------- | --------------- | ---------------- | -------- |
| 国道119号（宇都宮北道路）小山・栃木・国道4号方面 |           |                                       |                 |                  |          |
|                                                  | 宇都宮IC  | E4 東北自動車道 国道119号（日光街道） | 0.0             |                  | 宇都宮市 |
| 1                                                | 徳次郎IC  | 国道293号                             | 1.6             | 日光方面出入口   | 宇都宮市 |
| 1-1                                              | 篠井IC    | 県道149号小来川文挟石那田線           | 5.1             | 宇都宮方面出入口 | 宇都宮市 |
| 2                                                | 大沢IC/TB | 県道110号下野大沢停車場線             | 11.2            | 本線料金所を併設 | 日光市   |
| 2-1                                              | 土沢IC    | 国道121号・国道352号（板橋バイパス）  | 15.4            |                  | 日光市   |
| 3                                                | 今市IC    | 県道70号宇都宮今市線 国道121号        | 19.8            |                  | 日光市   |
| -                                                | 日光口PA  | -                                     | 22.2            |                  | 日光市   |
| 4                                                | 日光IC/TB | 国道119号（現道、間接接続）           | 24.7            | 本線料金所を併設 | 日光市   |
| 5                                                | 清滝IC    | 国道120号（現道）                     | 30.7            |                  | 日光市   |

## 歴史
- 1976年（昭和51年）12月25日 : 宇都宮IC - 日光IC間開通、日本道路公団管轄。
- 1981年（昭和56年）10月6日 : 日光IC - 清滝IC間開通により、全通。
- 1990年（平成2年）8月 : 世界選手権自転車競技大会ロードレースの団体コースとなる。
- 1998年（平成10年）6月16日 : 地域高規格道路の計画路線に指定。
- 2005年（平成17年）
  - 6月28日 : 有料道路事業を栃木県道路公社に移管。
  - 10月26日 : 愛称を「日光道（にっこうどう）」に決定。
- 2007年（平成19年）2月22日 : ETC運用開始。
- 2011年（平成23年）
  - 3月25日 : 土沢IC供用開始[注釈 1]。
  - 4月29日 : 東日本大震災で被災した栃木県の観光活性化のため、栃木県道路公社管理路線の無料開放が実施され、日光道も無料開放される（5月8日まで）。
- 2019年（令和元年）6月29日 : 篠井IC供用開始[4]。

## 車線・最高速度
| 区間      | 区間              | 車線 上下線=上り線+下り線 | 最高速度                      |
| --------- | ----------------- | ------------------------- | ----------------------------- |
| 国道119号 | 宇都宮IC - 日光IC | 4=2+2                     | 80 km/h                       |
| 国道120号 | 日光IC - 清滝IC   | 2=1+1 （暫定2車線）       | 60 km/h （一部区間は50 km/h） |

- 日光IC - 清滝ICの区間は中央分離帯や、センターポールが無い暫定2車線となっている。
- 自動車専用道路のため、125 cc以下の二輪車の通行は不可。

## トンネル
- 神主山トンネル（日光IC - 清滝IC）：908 m
  - 厳密には2つのトンネルに分けられ、トンネル間をスノーシェルターに覆われた「舟ヶ沢橋」（10 m）が接続している。
- 鳴虫山トンネル（日光IC - 清滝IC）：967 m

## 料金所と通行料金
料金所は篠井IC、大沢IC/TB、日光IC/TBに存在し、今市ICを境に料金区間が分かれている。車種区分は普通車・大型車・特大車の3区分。
大沢IC/TB通過時の料金は通常期（5月 - 11月）と閑散期（12月 - 4月）で異なり、閑散期は割安になる（篠井ICや日光IC/TBでは通年同額）。2007年2月22日からはETCにも対応しており、大沢IC/TBのみ通常期の料金が閑散期と同額になるETC時間帯割引（17時 - 翌9時）も適用される。
- 宇都宮IC - 今市IC（※例外あり）
  - 篠井ICを利用する場合：篠井IC内の料金所で宇都宮IC - 篠井IC間の利用分徴収[注釈 2]
  - 大沢ICを利用する場合：大沢IC内の料金所で上記区間の利用分徴収
  - 上記以外：大沢本線料金所で上記区間の全区間分徴収[注釈 3]
- 今市IC - 清滝IC
  - 日光ICを利用する場合：日光IC内の料金所で上記区間の利用分徴収
  - 日光ICを利用しない場合：日光本線料金所で上記区間の全区間分徴収

約450億円をかけて1976年（昭和51年）に道路は完成したものの、建設費や施設管理等を料金収入によって賄うため、料金の高さから想定した自動車利用台数を下回ってしまい、建設費が返済出来ず赤字を積みあげ続け、2001年（平成13年）時点で約500億円の償還負債を抱えた。
そのため、もともと2006年（平成18年）12月24日までの予定であった料金徴収期間を一旦2022年3月2日まで延期したのち、老朽化が著しい橋梁18箇所とトンネル2箇所等の大規模修繕に、約31億円の費用を要す事が見込まれるため、2015年（平成27年）12月の栃木県議会において、料金徴収期間を更に約12年2か月延長し、2034年5月20日までとする事業変更同意案が可決されている。

## 道路管理者
日本道路公団が建設・運営していた当路線は同公団の民営化に絡み、30年間の償還期間を前に2005年（平成17年）6月28日午前0時、管理・運営が栃木県道路公社へ移管された。栃木県への譲渡価格は21億8000万円。この時点で日光市土沢と宇都宮市石那田町の計2箇所に新しいインターチェンジを設置する予定であったが、事業を承継した栃木県道路公社は日光市土沢の土沢ICを2011年（平成23年）3月25日に供用、宇都宮市石那田町についても2016年度より着手し、篠井ICとして2019年（令和元年）6月29日に供用開始した。

## 交通量
24時間交通量（台） 道路交通センサス
| 区間                | 平成17（2005）年度 | 平成22（2010）年度 | 平成27（2015）年度 | 令和3（2021）年度 |
| ------------------- | ------------------ | ------------------ | ------------------ | ----------------- |
| 宇都宮IC - 徳次郎IC | 10,438             | 16,075             | 20,495             | 8,156             |
| 徳次郎IC - 篠井IC   | 10,438             | 16,075             | 20,495             | 8,156             |
| 篠井IC - 大沢IC     | 10,438             | 16,075             | 20,495             | 8,156             |
| 大沢IC - 土沢IC     | 7,555              | 10,633             | 18,734             | 8,599             |
| 土沢IC - 今市IC     | 7,555              | 10,633             | 18,734             | 8,599             |
| 今市IC - 日光IC     | 7,555              | 10,633             | 18,734             | 8,599             |
| 日光IC - 清滝IC     | 4,554              | 6,116              | 7,653              | 7,182             |

（出典：「平成22年度道路交通センサス」・「平成27年度全国道路・街路交通情勢調査」（国土交通省ホームページ）より一部データを抜粋して作成